# Селиванов, Пётр Иванович
Пётр Иванович Селиванов (11 (24) июня 1905 год, Орёл — 1980, Москва) — советский оперный певец (баритон), педагог, народный артист РСФСР (1951). Участник Великой Отечественной войны.

## Биография
Пётр Иванович Селиванов родился 11 (24) июня 1905 года в Орле. Работал учеником токаря на Кировоградском заводе сельскохозяйственного машиностроения. Начал петь, будучи школьником, выступал в хоре украинской оперной труппы, гастролировавшей в Кировограде.
Окончил Центральный техникум театрального искусства (Российский институт театрального искусства — ГИТИС) по классу пения профессора М. Владимировой. Сценическому мастерству учился у А. Петровского и Л. Баратова. В 1928 году наряду с занятиями в институте, поступил в Московский Художественный театр, где участвовал в театральном хоре и массовых сценах.
С 1931 года выступал солистом Свердловского театра оперы и балета, а затем Московского музыкального театра им. Вл. И. Немировича-Данченко.
С 1932 по 1959 год был солистом Большого театра. Дебютировал в партии Валентина («Фауст» Ш. Гуно). Обладал красивым и сильным голосом. Исполнение отличалось чистотой интонации и чёткостью дикции.
Во время Великой Отечественной войны участвовал в концертах для бойцов в частях 4-го Украинского фронта, на кораблях Черноморского флота, в передовых соединениях 1-го Белорусского фронта, вместе с которыми вступил в Берлин. Выступал на концерте 5 мая 1945 года у стен рейхстага.
С 1965 года преподавал в ГИТИСе (с 1978 года — профессор). Среди учеников — В. И. Селиванов, Л. В. Лещенко, В. Н. Винокур, В. Н. Редькин (солист Большого театра), Г. В. Пискунов, С.Королев, А. Сафиулин, В. Зорькин, Ю. П. Слободкин и др.
Умер в 1980 году. Похоронен на Ваганьковском кладбище.

### Семья
- Сестра — актриса Лидия Ивановна Соковнина, играла в Кировском театре, жена Евгения Николаевича Соковнина (1904—1973), главного режиссёра Кировского театра, народного артиста РСФСР, профессор Лауреат Сталинской премии.
- Младший брат — певец Виктор Иванович Селиванов (1917—1984), солист Всесоюзного радио, заслуженный артист РСФСР.
- Жена — Ольга Николаевна Лабзина (1905—1971), актриса МХАТа, народная артистка РСФСР[2].

## Награды и премии
- Заслуженный артист РСФСР (05.11.1947).
- Народный артист РСФСР (27.05.1951).
- Орден Красной Звезды.
- Медаль «За взятие Берлина».
- Медаль «За победу над Германией в Великой Отечественной войне 1941—1945 гг.».
- Медаль «За оборону Москвы».
- Медаль «За доблестный труд в Великой Отечественной войне 1941—1945 гг.».
- Медаль «В память 800-летия Москвы».
- Почётная грамота Президиума Верховного Совета РСФСР (25.05.1976)[3].

## Работы в театре

### Свердловский театр оперы и балета
- «Фауст» Ш. Гуно — Валентин
- «Пиковая дама» П. Чайковского — Елецкий

### Московский музыкальный театр им. Вл. И. Немировича-Данченко
- «Карменсита и солдат» на музыку Ж. Бизе — Лукас
- «Джонни наигрывает» Э. Кшенека — Даниэль

### Большой театр
- 1932 — «Фауст» Ш. Гуно — Валентин
- 1939 — «Абесалом и Этери» З. Палиашвили — Мурман
- 1953 — «Декабристы» Ю. Шапорина — Трубецкой
- «Банк бан» Ф. Эркеля — Биберах
- «Пиковая дама» П. Чайковского — Елецкий
- «Евгений Онегин» П. Чайковского — Евгений Онегин
- «Иоланта» П. Чайковского — Роберт
- «Хованщина» М. Мусоргского — Шакловитый
- «Черевички» П. Чайковского — Светлейший
- «Садко» Н. Римского-Корсакова — Веденецкий гость
- «Севильский цирюльник» Дж. Россини — Фигаро
- «Травиата» Дж. Верди — Жермон
- «Свадьбе Фигаро» Моцарта — Граф Альмавива
- «Дон Жуан» Моцарта — Дон Жуан
- «Кармен» Ж. Бизе — Эскамильо
- «Трубадур» Дж. Верди — Ди Луна
- «Лакме» Л. Делиба — Федерик
- «Чрезвычайный комиссар» В. Мурадели — Комиссар
- «Тихий Дон» И. Дзержинского — Евгений Листницкий
- «Никита Вершинин» Д. Кабалевского — Митрич